# Шрамм, Виктор
Виктор Шрамм (рум. Viktor Schramm, 19 мая 1865, Оршова, Румыния — 18 ноября 1929, Мюнхен) — пейзажист, портретист, иллюстратор.

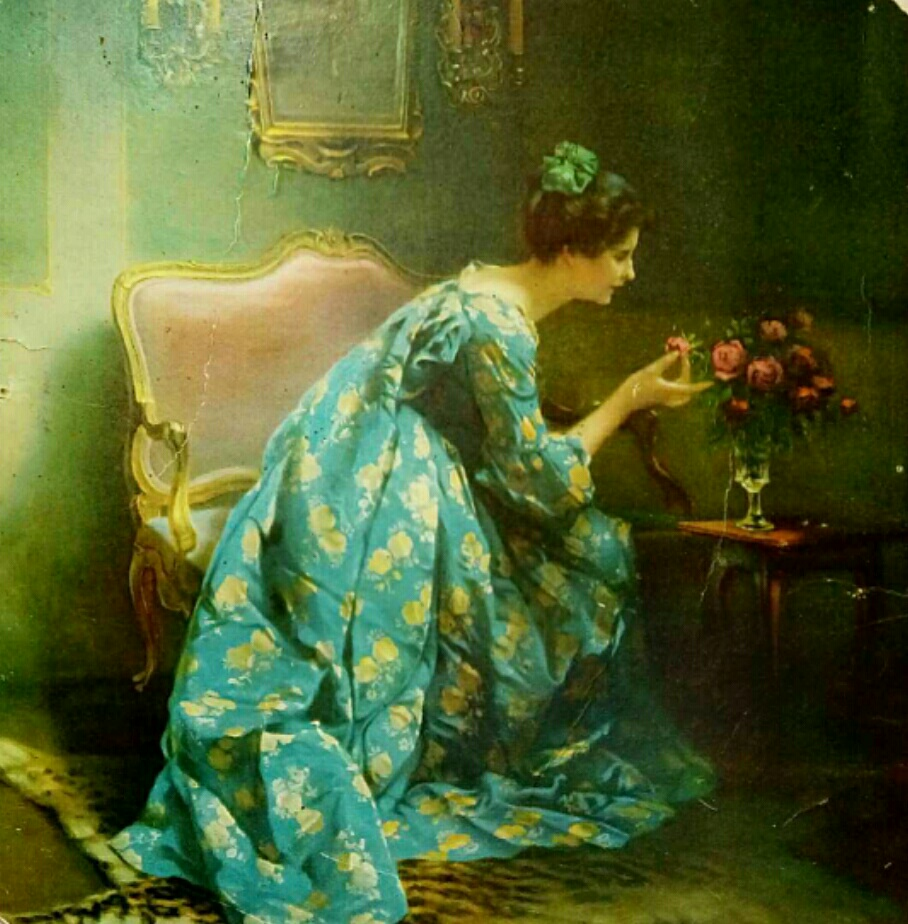
Виктор Шрамм «Идеальный аромат», 1897

## Биография
Виктор Шрамм родился в Румынии, в городе Оршова. Позже, он переехал в Германию, чтобы учиться в Академии художеств г. Мюнхена. Преподавателями В. Шрамма были Франц фон Штук, Карл Теодор фон Пилоти.
В. Шрамм входил в объединение художников-пейзажистов «мюнхенской школы».
С 1900 года Виктор Шрамм участвовал в ежегодной Международной выставке Сецессиона (Мюнхен), представляющей художников различных, новых, неакадемичных направлений (импрессионизм, символизм, модерн и др.).
В. В. Кандинский (1866—1944) упоминает В. Шрамма в своем репортаже «Корреспонденция из Мюнхена», посвященном очередной выставке Сецессиона, специально для журнала «Мир искусства» в 1902 году.
В этот период В. Шрамм находился под влиянием своего преподавателя, последователя исторического реализма Карла Теодор фон Пилоти. Жанровые бытовые сцены, в том числе исторические, предметы интерьера, костюмы отражены художником в ряде картин, изображающие элегантно одетых молодых женщин, прекрасно передают детали костюма, фактуру ткани и игру цвета. Эти работы составляют достойную конкуренцию представителям флорентийской школы живописи Титто Конти (Tito Conti, 1842—1924), Артуро Риччи (Arturo Ricci, 1854—1919).
Виктор Шрам был замечательным портретистом. Музею военной истории в Будапеште принадлежит двадцать шесть портретов венгерских офицеров, написанных Виктором Шраммом. Он написал портрет генерала Первой мировой войны Карла фон Пфланцер-Бальтина (1855—1925), находящийся в Музее армии в г. Вена (Portraitbildnis des Generals Karl Frhr.von Pflanzer-Baltin in Uniform).
Художественные работы Виктора Шрамма очень активно продаются на европейских аукционах, начиная с 1988 года (аукцион Sotheby’s).